# Туманян, Степан Левонович
Степа́н Лево́нович Туманя́н (арм. Ստեփան Լևոնի Թումանյան; 1921—1984) — армянский советский химик-инженер и государственный деятель. Заместитель председателя Государственного планового комитета СССР (1977—1979). Председатель Государственного планового комитета Совета Министров Армянской ССР (1973—1977). Директор Ереванского химического комбината имени С. М. Кирова Министерства химической промышленности СССР (1954—1957, 1961—1971). Герой Социалистического Труда (1971). Заслуженный инженер Армянской ССР (1965). Лауреат Государственной премии Армянской ССР (1972).

## Биография
Степан Левонович Туманян родился 26 марта 1921 года в селе Берд Шамшадинского района Армянской ССР (ныне город Берд в Тавушской области Республики Армения) в семье служащего. Степан был ещё в дошкольном возрасте, когда их семья переехала в Ереван.
Степан Туманян закончил Ереванскую среднюю школу № 8 имени Пушкина, после чего поступил и в 1943 году окончил химико-технологический факультет Ереванского политехнического института как химик-инженер. Ещё будучи студентом последнего курса политехнического института, в 1942 году Туманян был направлен на работу в качестве начальника смены в Ереванский химический комбинат имени С. М. Кирова Министерства химической промышленности СССР. В этот сложный период Великой Отечественной войны было прервано материально-техническое снабжение комбината. Туманян, вместе с коллективом инженеров комбината, решили вопрос производства карбидов, использовав вместо отсутствующего антрацита низкокачественную уголь. Проявив себя с лучшей стороны, вскоре Туманян был назначен заместителем начальника производственного отдела, после чего — начальником, а в дальнейшем — начальником производства. В 1945 году он вступил в ВКП(б)/КПСС, после чего стал партийным организатором ЦК ВКП(б) комбината.
В 1952 году Степан Туманян перешёл на государственную работу в крупном промышленном районе Еревана: он был назначен первым секретарём Ленинского райкома КП Армении, после чего стал заведующим отделом промышленности и транспорта Ереванского горкома КП Армении. В 1954 году Туманян был назначен директором Ереванского химического комбината и занимал эту должность до 1957 года. В 1957 году он стал первым заместителем председателя Совета народного хозяйства Армянской ССР — министром Армянской ССР, а с июля 1959 года по февраль 1961 года занимал должность секретаря ЦК КП Армении, был членом Бюро ЦК КП Армении.
В 1961 году Степан Туманян вновь был назначен на должность директора Ереванского химического комбината имени С. М. Кирова Министерства химической промышленности СССР. В период руководства Туманяна в комбинате начали обеспечивание природным газом, который служил не только в качестве топлива, но и как источник для получения сырья. В комбинате, впервые в Советском Союзе, был разработан способ получения ацетилена из природного газа, и в 1965 году была выпущена первая продукция. В 1966 году Ереванский химический комбинат был награждён орденом Трудового Красного Знамени. В вопросах разработки веществ и технологических процессов был значительным научный вклад директора комбината Степана Туманяна. Предложенные им методы были отмечены авторскими свидетельствами. В 1969 году, в Московском институте тонкой химической технологии имени М. В. Ломоносова Туманян защитил диссертацию на соискание учёной степени кандидата технических наук на тему «Создание новых полимерных материалов на основе хлоропрена и совершенствование некоторых процессов производства наирита». За разработку и внедрение в промышленность метода стабилизации состава природного газа Туманян в составе коллектива был удостоен Государственной премии Армянской ССР. При руководстве Туманяна Ереванский химический комбинат занимал лидирующие позиции среди предприятий химической промышленности Советского Союза и был крупнейшим поставщиком хлоропренового каучука. В период восьмой пятилетки (1966—1970) производственная мощность комбината повысилась более чем вдвое, а коллектив комбината досрочно выполнил пятилетний план. Туманян уделял большое внимание созданию учреждений культурно-бытового обслуживания для рабочих химического комбината. Его усилиями были организованы строительства лечебницы комбината в селе Арзакан (1958—1961 года, автор проекта — народный архитектор СССР Рафаел Исраелян), нового здания больницы комбината в Ереване.
Указом Президиума Верховного Совета СССР от 20 апреля 1971 года за выдающиеся успехи в выполнении заданий пятилетнего плана, внедрение передовых методов труда и достижение высоких технических и производственных показателей Степану Левоновичу Туманяну было присвоено звание Героя Социалистического Труда с вручением ордена Ленина и золотой медали «Серп и Молот».
С 1971 года Туманян вновь перешёл на государственную работу. До февраля 1973 года Туманян занимал должность первого заместителя председателя Государственного планового комитета Совета Министров Армянской ССР. С февраля 1973 года по февраль 1977 года Туманян был председателем Государственного планового комитета, и одновременно заместителем председателя Совета Министров Армянской ССР. В 1977 году Туманян стал заместителем председателя Государственного планового комитета СССР и занимал должность до 1979 года. С октября 1979 года Туманян бновь был заместителем председателя Совета Министров Армянской ССР.
Степан Левонович Туманян избирался депутатом Верховного Совета Армянской ССР IV—X созывов сначала от избирательного округа Чехова № 12 города Еревана, после чего — от избирательных округов Маяковского № 114 и Шаумяна № 134 города Ленинакана. Был председателем комиссии по промышленности, транспорту и связи Верховного Совета Армянской ССР. Туманян был делегатом XXIII съезда КПСС.
Степан Левонович Туманян скончался в 1984 году в Ереване. Похоронен в Ереванском городском пантеоне.

## Награды
- Герой Социалистического Труда (Указ Президиума Верховного Совета СССР от 20 апреля 1971 года, орден Ленина и медаль «Серп и Молот») — за выдающиеся успехи в выполнении заданий пятилетнего плана, внедрение передовых методов труда и достижение высоких технических и производственных показателей[17].
- Орден Ленина (22.02.1966)[17].
- Медаль «За трудовое отличие» (5.11.1954)[17].
- Государственная премия Армянской ССР (1972) — за разработку и внедрение в промышленность метода стабилизации состава природного газа[14].
- Заслуженный инженер Армянской ССР (1965)[19].